# Tjambarupingu
Tjambarupingu (Tjambarpoing, Djambarrpuyngu, Djambarpingu, Djambarbwingu, Jambarboinga, Jum-bapoingo, Djambarbingo, Djambarbwingo, Djambar-pinga, Tchambarupi, Djambarwingu, Gujula, Gwiyula, Ngaladharr, Naladaer, Ngalado), Pleme Australaca koja pripada široj skupini Duwal. Oko 450 (1983 Black) na otoku Elcho Island pred obalom Arnhem Landa u Sjevernom Teritoriju, Australija. Služe se posebnim jezikom djambarrpuyngu (djambarbwingu, jambapuing, jambapuingo), članom porodice Pama-Nyungan, skupina yuulngu, podskupina dhuwal. 